# Georg Wilhelm von Braunschweig-Lüneburg

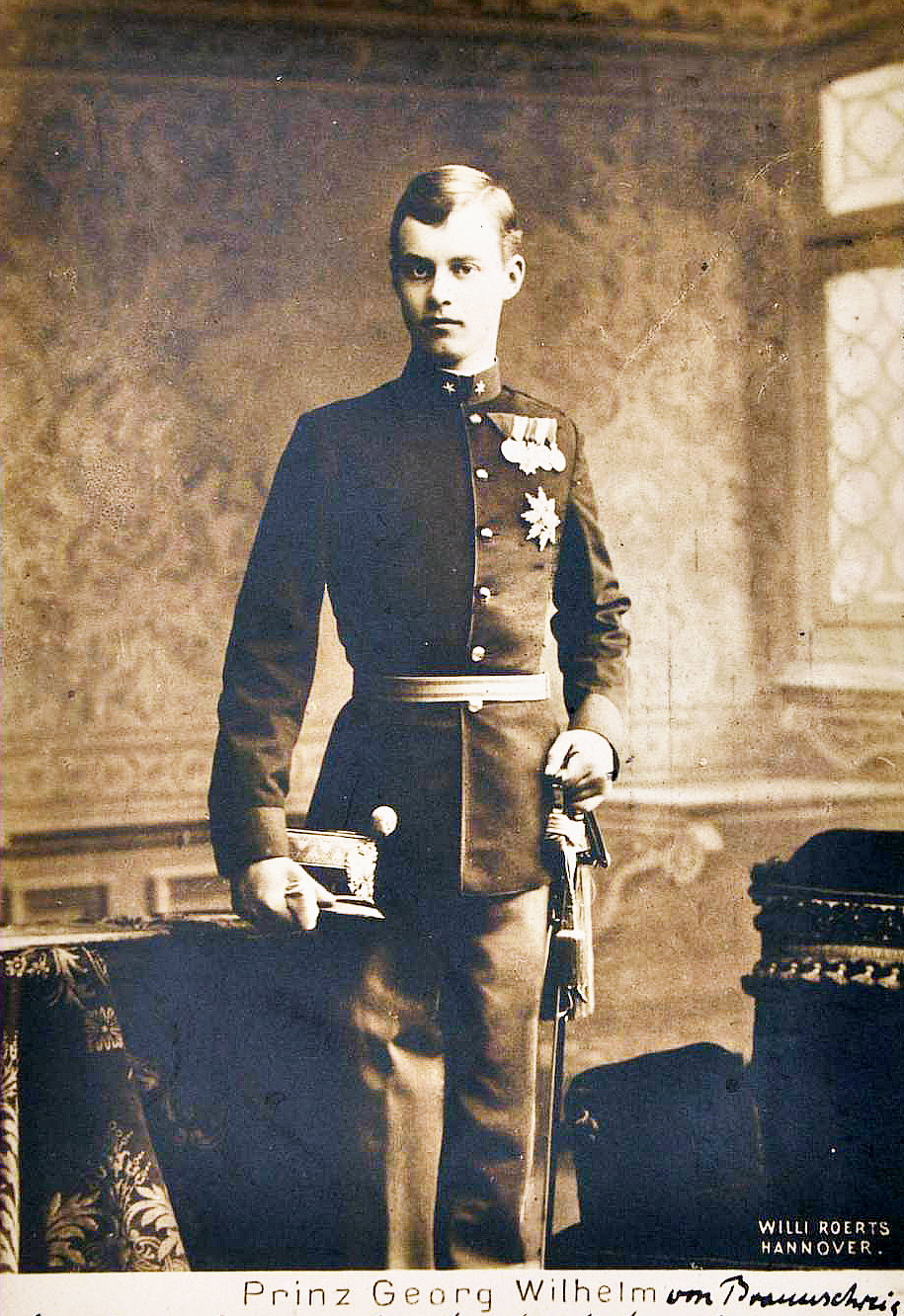
Prinz Georg Wilhelm von Cumberland als Leutnant in österreichischer Uniform, mit Säbel, Tschako, dem Stern des hannoverschen Hausordens und Ordensspang

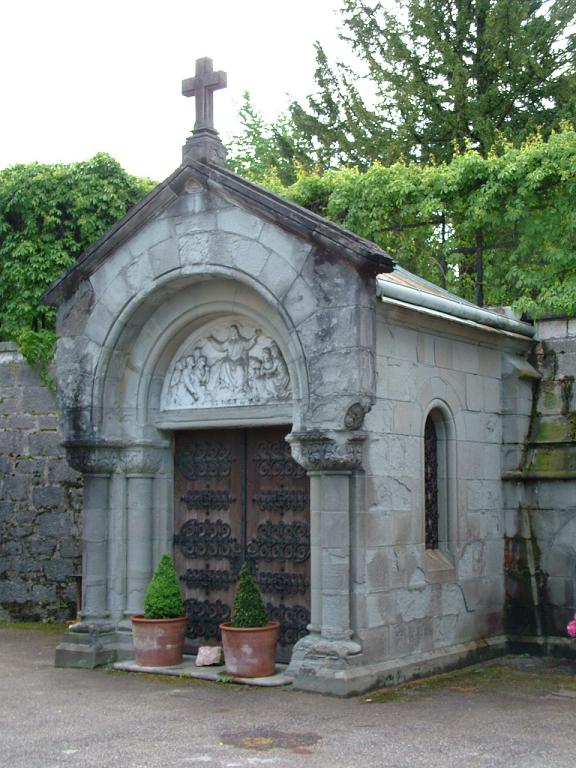
Zugangsbau zum Mausoleum von Schloss Cumberland in Gmunden, in dem auch Prinz Georg Wilhelm bestattet ist

Georg Wilhelm Christian Albert Edward Alexander Friedrich Waldemar Ernst Adolf Herzog zu Braunschweig und Lüneburg, Prinz von Hannover (* 28. Oktober 1880 in Gmunden; † 20. Mai 1912 im Wald bei Nackel in Brandenburg) war ein deutscher Prinz aus dem Haus der Welfen.

## Leben

Der zerstörte Wagen des Prinzen nach seinem tödlichen Autounfall am 20. Mai 1912 im Wald bei Nackel in der Mark Brandenburg
Rechts steht in Attila und Mütze mit angewinkelten Armen Prinz Eitel Friedrich von Preußen, der die Unfallstelle zusammen mit seinem Bruder August Wilhelm von Preußen besichtigt.

Prinz Georg Wilhelm war der erstgeborene Sohn des letzten Kronprinzen des 1866 von Preußen annektierten Königreichs Hannover, Ernst August II., Herzog von Cumberland, und der Prinzessin Thyra von Dänemark, der Tochter König Christians IX. von Dänemark. Er wuchs auf Schloss Cumberland bei Gmunden auf und war zuletzt Hauptmann in der österreichischen Armee. Er war ein passionierter Jäger und begeisterter Anhänger des Automobilsports. Im Jahr 1910 legte er in Wien seine Fahrprüfung ab. Er nahm mehrfach an Sportveranstaltungen und Rennen teil. Der Prinz war in Österreich beliebt.
Prinz Georg Wilhelm verbrachte aufgrund seiner delikaten Gesundheit mehrfach längere Zeit in Ägypten, wo sich der völkerkundlich und archäologisch interessierte Welfe gern aufhielt. Häufig begleitete ihn der bekannte österreichische Lungenarzt Hermann von Schrötter. Auch der Hildesheimer Ägyptologe Wilhelm Pelizaeus, den er auf den Schiffspassagen über das Mittelmeer kennen gelernt hatte, gehörte zu seinem Bekanntenkreis. Sein Vater, Herzog Ernst August von Cumberland, besuchte 1905 selbst die von Pelizaeus finanzierten Ausgrabungen auf dem Giza-Plateau. Im Frühjahr 1905 und 1909 unternahm Prinz Georg Wilhelm zudem Jagdreisen an den oberen Nil in den heutigen Sudan.
Prinz Georg Wilhelm verunglückte auf der Fahrt von Prag nach Kopenhagen zur Beerdigung seines Onkels König Friedrich VIII. von Dänemark am Steuer seines Tourenwagens bei Nackel in der Mark Brandenburg tödlich. Eine Gedenktafel für ihn und seinen ebenfalls ums Leben gekommenen Kammerdiener befindet sich in der Dorfkirche Nackel. Der Prinz war unverheiratet und blieb kinderlos. 
Prinz Georg Wilhelm wurde im Mausoleum von Schloss Cumberland in Gmunden beigesetzt.

## Auswirkungen seines Todes
Der Unfalltod des Prinzen auf preußischem Territorium und die dabei gezeigte Anteilnahme des preußischen Herrscherhauses bildeten den Auftakt zu der Versöhnung zwischen den Häusern der Welfen und der Hohenzollern.
Kaiser Wilhelm II. veranlasste, dass seine beiden Söhne Eitel Friedrich und August Wilhelm nebst einer Abordnung Zieten-Husaren die Totenwache für den in der Dorfkirche Nackel aufgebahrten Georg Wilhelm hielten. Der Kaiser telegrafierte dem Herzogspaar sein persönliches Beileid. Um den persönlichen Dank Herzog Ernst Augusts II. für diese Gesten zu überbringen, begab sich dessen überlebender Sohn Ernst August (III.) auf Vermittlung des Prinzen Max von Baden an den preußischen Hof nach Potsdam, den seit 1866 kein Welfe mehr betreten hatte. Dabei verliebten sich Ernst August und Prinzessin Viktoria Luise, die einzige Tochter des Kaisers. Dies mündete in die Hochzeit des Paares und den Regierungsantritt Ernst Augusts als Herzog von Braunschweig im Jahr 1913.
Herzog Ernst August benannte seinen 1915 geboren zweiten Sohn Georg Wilhelm nach dem früh verstorbenen älteren Bruder.

## Vorfahren
| Ahnentafel Prinz Georg Wilhelm von Braunschweig  | Ahnentafel Prinz Georg Wilhelm von Braunschweig                                                                         | Ahnentafel Prinz Georg Wilhelm von Braunschweig                                                                       | Ahnentafel Prinz Georg Wilhelm von Braunschweig                                                                              | Ahnentafel Prinz Georg Wilhelm von Braunschweig                                           | Ahnentafel Prinz Georg Wilhelm von Braunschweig                                                                                       | Ahnentafel Prinz Georg Wilhelm von Braunschweig                                                                                       | Ahnentafel Prinz Georg Wilhelm von Braunschweig                                                            | Ahnentafel Prinz Georg Wilhelm von Braunschweig                                                            |
| ------------------------------------------------ | --- | --- | --- | ----------------------------------------------------------------------------------------- | --- | --- | --- | --- |
| Ururgroßeltern                                   | König Georg III. von Großbritannien und Irland (1738–1820) ⚭ 1761 Sophie Charlotte von Mecklenburg-Strelitz (1744–1818) | Herzog Karl II. zu Mecklenburg-Strelitz (1741–1816) ⚭ 1768 Friederike Caroline Luise von Hessen-Darmstadt (1752–1782) | Herzog Friedrich von Sachsen-Hildburghausen (1763–1834) ⚭ 1785 Charlotte Georgine Luise von Mecklenburg-Strelitz (1769–1818) | Ludwig von Württemberg (1756–1817) ⚭ 1797 Henriette von Nassau-Weilburg (1780–1857)       | Herzog Friedrich Karl von Schleswig-Holstein-Sonderburg-Beck (1757–1816) ⚭ 1780 Friederike von Schlieben (1757–1827)                  | Landgraf Karl von Hessen-Kassel (1744–1836) ⚭ 1766 Louise von Dänemark und Norwegen (1750–1831)                                       | Landgraf Friedrich von Hessen-Kassel (1747–1837) ⚭ 1786 Karoline Polyxene von Nassau-Usingen (1762–1823)   | Friedrich von Dänemark (1753–1805) ⚭ 1774 Sophie Friederike von Mecklenburg (1758–1794)                    |
| Urgroßeltern                                     | König Ernst August von Hannover (1771–1851) ⚭ 1815 Friederike von Mecklenburg-Strelitz (1778–1841)                      | König Ernst August von Hannover (1771–1851) ⚭ 1815 Friederike von Mecklenburg-Strelitz (1778–1841)                    | Herzog Joseph von Sachsen-Altenburg (1789–1868) ⚭ 1817 Amalie von Württemberg (1799–1848)                                    | Herzog Joseph von Sachsen-Altenburg (1789–1868) ⚭ 1817 Amalie von Württemberg (1799–1848) | Herzog Friedrich Wilhelm von Schleswig-Holstein-Sonderburg-Glücksburg (1785–1831) ⚭ 1810 Luise Karoline von Hessen-Kassel (1789–1867) | Herzog Friedrich Wilhelm von Schleswig-Holstein-Sonderburg-Glücksburg (1785–1831) ⚭ 1810 Luise Karoline von Hessen-Kassel (1789–1867) | Landgraf Wilhelm von Hessen-Kassel-Rumpenheim (1787–1867) ⚭ 1810 Louise Charlotte von Dänemark (1789–1864) | Landgraf Wilhelm von Hessen-Kassel-Rumpenheim (1787–1867) ⚭ 1810 Louise Charlotte von Dänemark (1789–1864) |
| Großeltern                                       | König Georg V. von Hannover (1819–1878) ⚭ 1843 Marie von Sachsen-Altenburg (1818–1907)                                  | König Georg V. von Hannover (1819–1878) ⚭ 1843 Marie von Sachsen-Altenburg (1818–1907)                                | König Georg V. von Hannover (1819–1878) ⚭ 1843 Marie von Sachsen-Altenburg (1818–1907)                                       | König Georg V. von Hannover (1819–1878) ⚭ 1843 Marie von Sachsen-Altenburg (1818–1907)    | König Christian IX. von Dänemark (1818–1906) ⚭ 1842 Louise von Hessen (1817–1898)                                                     | König Christian IX. von Dänemark (1818–1906) ⚭ 1842 Louise von Hessen (1817–1898)                                                     | König Christian IX. von Dänemark (1818–1906) ⚭ 1842 Louise von Hessen (1817–1898)                          | König Christian IX. von Dänemark (1818–1906) ⚭ 1842 Louise von Hessen (1817–1898)                          |
| Eltern                                           | Ernst August von Hannover (1845–1923) ⚭ 1878 Thyra von Dänemark (1853–1933)                                             | Ernst August von Hannover (1845–1923) ⚭ 1878 Thyra von Dänemark (1853–1933)                                           | Ernst August von Hannover (1845–1923) ⚭ 1878 Thyra von Dänemark (1853–1933)                                                  | Ernst August von Hannover (1845–1923) ⚭ 1878 Thyra von Dänemark (1853–1933)               | Ernst August von Hannover (1845–1923) ⚭ 1878 Thyra von Dänemark (1853–1933)                                                           | Ernst August von Hannover (1845–1923) ⚭ 1878 Thyra von Dänemark (1853–1933)                                                           | Ernst August von Hannover (1845–1923) ⚭ 1878 Thyra von Dänemark (1853–1933)                                | Ernst August von Hannover (1845–1923) ⚭ 1878 Thyra von Dänemark (1853–1933)                                |
| Prinz Georg Wilhelm von Braunschweig (1880–1912) | | | |                                                                                           | | | | |